# Traute
Traute ist ein weiblicher Vorname. Er ist eine Kurzform von Vornamen, die auf die Silbe -traut bzw. -traud enden, was so viel wie „Kraft“ oder „Stärke“ bedeutet, wie beispielsweise Waltraut oder Gertraud. 
Daneben ist Traute ein regional gebräuchlicher Begriff für Mut, Tapferkeit oder Courage.

## Namensträgerinnen
- Traute Carlsen (1887–1968), deutsche Schauspielerin
- Traute Endemann (1934–2016), deutsche Historikerin
- Traute Foresti (1915–2015), österreichische Schauspielerin und Lyrikerin
- Traute Grundmann (1939–2005), deutsche Politikerin (CDU)
- Traute Gruner (1924–2025), deutsche Künstlerin
- Traute Hoess (* 1950), deutsche Schauspielerin
- Traute von Kaschnitz (1918–1996), österreichische Malerin, Grafikerin und Buchillustratorin
- Traute Lafrenz (1919–2023), deutsche Widerstandskämpferin der Weißen Rose
- Traute Müller (* 1950), deutsche Politikerin (SPD)
- Traute Richter (1924–1986), deutsche Schauspielerin
- Traute Rose (1904–1997), deutsche Schauspielerin und Sängerin
- Traute Sense (1920–1997), deutsche Schauspielerin